# Парламентські вибори в Антигуа і Барбуді (2018)
Парламентські вибори відбулися в Антигуа і Барбуді 21 березня 2018 року для обрання членів 16-го парламенту Антигуа і Барбуди.  Кожен з 17 виборчих округів обрав одного з депутатів парламенту. Правляча партія Антигуа і Барбуда на чолі з Гастоном Брауном повернулася до влади, вигравши 15 з 17 місць, збільшивши свою більшість на одне місце. Об'єднана прогресивна партія, офіційна опозиція на чолі з Гарольдом Ловеллом, отримала лише одне місце, і Ловелл не був обраним.

## Виборча система
17 обраних членів Палати представників були обрані в одномандатних виборчих округах шляхом голосування в першому турі; 16 місць були виділені на острів Антигуа і один на острів Барбуда. Барбуданські виборці були зобов'язані голосувати в Антигуа для внаслідок урагану Ірма.

## Виборча кампанія
На виборах взяли участь 53 кандидати, що представляли сім партій. Партія праці Антигуа і Барбуда висунула повний список з 17 кандидатів. Об'єднана прогресивна партія висунула кандидатів лише на острові Антигуа через виборчий пакт з Барбудським народним рухом, який знаходиться лише на острові Барбуда. Разом вони висунули кандидата на кожне місце. Демократичний національний альянс (13) був єдиною стороною, яка зайняла більше половини місць. Один незалежний кандидат, прокурор Ральф Френсіс, видвинув свою фігуру на острові Барбуди.
Прем'єр-міністр Гастон Браун розпустив парламент за 15 місяців до виборів. Основними питаннями були реконструкція та реагування на сезон ураганів 2017 року, закон про громадянську власність на Барбуді, туристичні курорти і скандал з хабарництвом, пов'язаний з Брауном.

## Результати
| Партія                                                       | Голоси | %     | Місця | +/– |
| ------------------------------------------------------------ | ------ | ----- | ----- | --- |
| Антигуанська робітнича партія                                | 23,063 | 59.24 | 15    | +1  |
| Об'єднана прогресивна партія                                 | 14,440 | 37.09 | 1     | –2  |
| Демократичний національний альянс                            | 754    | 1.94  | 0     | New |
| Народний рух Барбуди                                         | 558    | 1.43  | 1     | +1  |
| Антигуа і Барбуда Партія праці                               | 87     | 0.22  | 0     | 0   |
| Перейти до зеленого для життя                                | 20     | 0.05  | 0     | New |
| Missing Link VOP                                             | 6      | 0.02  | 0     | 0   |
| Безпартійні                                                  | 4      | 0.01  | 0     | New |
| зіпсовані бюлетені                                           | 288    | –     | –     | –   |
| Всього                                                       | 39,220 | 100   | 17    | 0   |
| Зареєстровані виборці / явка                                 | 51,258 | 76.51 | –     | –   |
| Джерело: ABEC [Архівовано 15 квітня 2019 у Wayback Machine.] |        |       |       |     |